# Merašice
Merašice est un village de Slovaquie situé dans la région de Trnava.

## Histoire
Première mention écrite du village en 1390.

## Démographie

### Évolution de la population
| Année:               | 1994. | 2004.   | 2014.    | 2024.   |
| -------------------- | ----- | ------- | -------- | ------- |
| Nombre de personnes: | 362   | 387     | 445      | 447     |
| Différence:          |       | +6,90 % | +14,98 % | +0,44 % |

| Année:               | 2023. | 2024.   |
| -------------------- | ----- | ------- |
| Nombre de personnes: | 438   | 447     |
| Différence:          |       | +2,05 % |